# Chesterton (Oxfordshire)
Chesterton is een civil parish in het bestuurlijke gebied Cherwell, in het Engelse graafschap Oxfordshire met 850 inwoners.